# Judenau-Baumgarten
Judenau-Baumgarten – gmina targowa w Austrii, w kraju związkowym Dolna Austria, w powiecie Tulln. Liczy 2 153 mieszkańców (1 stycznia 2014).